# Microbótica
Ya existen en el mercado aspiradores móviles que limpian estancias automáticamente. También se ven por los jardines más microbots cortacésped que recorren sin parar su superficie manteniendo la hierba a una altura fija. En fin cada vez hay más productos que contienen un microcontrolador y desarrollan tareas y trabajos que parece tienen algo de “inteligencia”. Los microcontroladores son circuitos integrados en cuyo chip se aloja un pequeño pero completo computador. Según el programa que ejecute procesará la información de entrada que le suministremos y generará unos resultados de salida que gobernará los actuadores del sistema. El microbot es un pequeño robot móvil gobernado por un microcontrolador y destinado a realizar sencillas tareas que frecuentemente las hace el ser humano. Limpia, vigila, corta el césped, transporta piezas, inspecciona tuberías, acompaña y ayuda a inválidos e incluso juega al fútbol.

## Historia
Microbots nacieron gracias a la aparición del microcontrolador en la última década del siglo XX, y la aparición de sistemas mecánicos en miniatura en el silicio (MEMS), aunque muchos microbots no utilizan silicio para componentes mecánicos distintos sensores. La primera investigación y el diseño conceptual de este tipo de pequeños robots se llevó a cabo a principios de 1970 en la investigación (continuación) clasificada para las agencias de inteligencia de Estados Unidos. Aplicaciones previstas en ese momento incluyen prisionero de guerra y la asistencia de rescate misiones de intercepción electrónica. Las tecnologías de apoyo a la miniaturización subyacentes no se han desarrollado plenamente en ese momento, por lo que el progreso en el desarrollo de prototipos no estaba inmediatamente próxima de este conjunto inicial de los cálculos y diseño de concepto. A partir de 2008, los microrobots más pequeños utilizan un rasguño del accionamiento de ajuste. 
El desarrollo de las conexiones inalámbricas, especialmente Wi-Fi (es decir, en las redes domóticas) ha aumentado en gran medida la capacidad de comunicación de microbots, y en consecuencia su capacidad de coordinar con otros microbots para llevar a cabo tareas más complejas. De hecho, muchas investigaciones recientes se han centrado en la comunicación microrobot, incluyendo un enjambre 1,024 robot de la Universidad de Harvard que reúne en sí en varias formas; y la fabricación de microbots en el SRI Internacional para "MicroFactory para los productos de macro" de la DARPA programa que se puede construir de peso ligero, de alta estructuras -strength.